# María Galiana
María Galiana Medina (Sevilla, 31 de mayo de 1935) es una actriz española de teatro andaluz, televisión y cine. Antes de su salto a la actuación fue profesora de instituto. Su papel más reconocido es el de Herminia López en la serie de televisión Cuéntame cómo pasó (2001-2023). También destaca su papel de reparto en la película dramática Solas (1999) por el que ganó el Premio Goya. Ha trabajado, como actriz, bajo las órdenes de José Luis García Sánchez, Fernando Trueba, Jaime de Armiñán, José Luis Cuerda o Vicente Aranda. La multipremiada intérprete recibió el Premio 'Carmen de Honor 2022' del cine andaluz en reconocimiento a su trayectoria. Es Hija Predilecta de Andalucía y Medalla de Andalucía.

## Biografía
Nacida y criada en Sevilla, se licenció en Filosofía y Letras, especialidad de Historia, por la Universidad de Sevilla. Galiana ejerció como profesora de Historia e Historia del Arte en los institutos públicos IES María Galiana de Dos Hermanas, INB Virgen de Valme, IES Bellavista, IES Ramón Carande (anteriormente llamado Almirante Topete) e IES Ciudad Jardín; y de Geografía en el IES Velázquez (Sevilla), hasta su jubilación (2000).
A los 50 años edad, en el año 1985, debutó como actriz en la película del director Francisco Perales, Made in Japan. Pasaría más de una década trabajando en proyectos como actriz secundaria hasta que en 1999 llegó el reconocimiento gracias a Solas junto a Ana Fernández, un drama sobre la soledad, la pobreza y los sueños ahogados, con Galiana en el papel de madre y esposa sufridora. Gracias a su interpretación ganó el Goya a la Mejor actriz de reparto en el año 2000.
Es popularmente conocida por su papel de la abuela Herminia en Cuéntame cómo pasó (2001-2023), serie que narra las vivencias de una familia de clase media, los Alcántara, durante los últimos años del franquismo y los comienzos de la Transición española.
Además, también fue protagonista de La Mari (2003 y 2010), una serie emitida en TV3 y Canal Sur en la que aparecen Ana Fernández, Ramón Madaula y Carlos Hipólito y que trata sobre una emigrante andaluza afincada en la Barcelona de los 60, 70 y principio de los 80.

## Vida personal
Estuvo 44 años casada con Rafael González, hasta que él falleció en 2008.

## Filmografía
| Año  | Película                               | Personaje         | Director                   | Género            | Duración |
| ---- | -------------------------------------- | ----------------- | -------------------------- | ----------------- | -------- |
| 1985 | Madre in Japan                         | Rosario           | Francisco Perales          | Comedia           | 1h 25 m  |
| 1986 | Las dos orillas                        | Tía de Marina     | Juan Sebastián Bollaín     | Drama             | 1h 45 m  |
| 1988 | Pasodoble                              | Sole              | José Luis García Sánchez   | Comedia           | 1h 30 m  |
| 1988 | Malaventura                            |                   | Manuel Gutiérrez Aragón    | Comedia dramática | 1h 30 m  |
| 1990 | La seducción del caos                  |                   | Basilio Martín Patino      | Suspense          | 1h 28 m  |
| 1991 | La noche más larga                     | Madre de Juan     | José Luis García Sánchez   | Drama             | 1h 33 m  |
| 1992 | Belle Époque                           | La Polonia        | Fernando Trueba            | Comedia romántica | 1h 48 m  |
| 1993 | Tirano Banderas                        | Cucarachita       | José Luis García Sánchez   | Drama             | 1h 31 m  |
| 1994 | La pasión turca                        |                   | Vicente Aranda             | Drama             | 1h 57 m  |
| 1994 | Suspiros de España (y Portugal)        | Amalia            | José Luis García Sánchez   | Comedia           | 1h 33 m  |
| 1995 | El rey del río                         | Cocinera          | Manuel Gutiérrez Aragón    | Drama             | 1h 42 m  |
| 1995 | Así en el cielo como en la tierra      | Evangelina        | José Luis Cuerda           | Comedia           | 1h 30 m  |
| 1995 | El palomo cojo                         | Abuela            | Jaime de Armiñan           | Drama             | 1h 54 m  |
| 1995 | El seductor                            | Encarna           | José Luis García Sánchez   | Comedia           | 1h 28 m  |
| 1995 | Belmonte                               | Asunción          | Juan Sebastián Bollaín     | Drama             | 1h 31 m  |
| 1996 | Libertarias                            | Superiora         | Vicente Aranda             | Drama bélico      | 3h 22 m  |
| 1996 | Más allá del jardín                    | Ramona            | Pedro Olea                 | Drama romántico   | 1h 31 m  |
| 1997 | La duquesa roja                        | Dependienta       | Francesc Betriú            | Comedia           | 1h 29 m  |
| 1997 | Tranvía a la Malvarosa                 | La Pilar          | José Luis García Sánchez   | Drama             | 1h 47 m  |
| 1998 | Yerma                                  | Dolores           | Pilar Távora               | Drama             | 1h 46 m  |
| 1999 | Solas                                  | Madre             | Benito Zambrano            | Drama             | 1h 38 m  |
| 2000 | Más pena que gloria                    | Teresa            | Víctor García León         | Drama/Comedia     | 1h 31 m  |
| 2000 | Fugitivas                              | Ascensión         | Miguel Hermoso             | Drama             | 1h 38 m  |
| 2000 | Plenilunio                             | Mujer enlutada    | Imanol Uribe               | Drama             | 1h 30 m  |
| 2003 | Una pasión singular                    | Ginesa            | Antonio Gonzalo            | Drama             | 1h 44 m  |
| 2003 | El sexo lo cambia todo                 | Mercedes          | Luiz Carlos Lacerda        | Comedia           | 1h 34 m  |
| 2004 | Roma                                   | Portera           | Adolfo Aristarain          | Drama             | 2h 28 m  |
| 2004 | María querida                          | Carmen            | José Luis García Sánchez   | Drama             | 1h 31 m  |
| 2005 | Pura sangre                            | Manuela           | Leo Ricciardi              | Drama             | 1h 31 m  |
| 2005 | Tapas                                  | Conchi            | Juan Cruz, José Corbacho   | Comedia dramática | 1h 34 m  |
| 2006 | La caja                                | Doña Josefa       | Juan Carlos Falcón         | Comedia negra     | 1h 47 m  |
| 2007 | Dos rivales casi iguales               | Mikela            | Miguel Ángel Calvo Buttini | Comedia           | 1h 36 m  |
| 2011 | Los muertos no se tocan, nene          | Doña Ramona       | José Luis García Sánchez   | Comedia           | 1h 26 m  |
| 2015 | Transeúntes                            | Concha            | Luis Aller                 | Drama             | 1h 34 m  |
| 2021 | En el segundo izquierda (cortometraje) | Aurora            | Marco Araujo Dolado        | Drama             | 19 m     |
| 2024 | Sociedad negra                         | Esperanza Carrión | Ramón Térmens              | Thriller          | 2h 16 m  |
| 2025 | Mi querida señorita                    |                   | Fernando González Molina   | Drama / Comedia   |          |

| Año       | Serie                              | Canal           | Personaje                               | Notas         |
| --------- | ---------------------------------- | --------------- | --------------------------------------- | ------------- |
| 1989      | Juncal                             | La 1            | Tita Sole                               | 4 episodios   |
| 1990      | La seducción del caos              | La 1            |                                         | Telefilme     |
| 1994      | La mujer de tu vida                | La 1            | Carrillo                                | 1 episodio    |
| 1996      | Juntas pero no revueltas           | La 1            | Carmela                                 | 1 episodio    |
| 1996      | Turno de oficio                    | La 1            | Anciana Vudú                            | 1 episodio    |
| 1997-1998 | Andalucía, un siglo de fascinación | Canal Sur       | Profesora de cante / Anticuaria         | 2 episodios   |
| 1999      | Petra Delicado                     | Telecinco       | Pilar                                   | 1 episodio    |
| 2001-2023 | Cuéntame cómo pasó                 | La 1            | Herminia López Vidal viuda de Fernández | 413 episodios |
| 2003      | La Mari                            | Canal Sur / TV3 | Genara                                  | 2 episodios   |
| 2009      | La Mari 2                          | Canal Sur / TV3 | Genara                                  | 2 episodios   |

## Teatro
- La reina de belleza de Leenane (2024), de Martin McDonagh, dirigida por Juan Echanove.
- El mago (2018), de Juan Mayorga, dirigida por Juan Mayorga
- La asamblea de mujeres (2015), de Aristófanes, dirigida por Juan Echanove.
- Conversaciones con mama (2013), de Santiago Carlos Oves.
- Fugadas (2009-2011), de Tamzin Townsend.
- Las troyanas (2000), de Eurípides, en el Festival de Teatro Clásico de Mérida.
- El lindo don Diego (1994), de Agustín Moreto.
- La casa de Bernarda Alba (1992), de Federico García Lorca[5]
- El hombre que murió en la guerra (1990), de los Hermanos Machado (Manuel y Antonio).

## Reconocimientos
En 2000, recibió la Medalla de Andalucía y en 2017 el nombramiento de Hija Predilecta de Andalucía. En 2005 le fue entregada por el gobierno de España, la Medalla de Oro al Mérito en las Bellas Artes y la Medalla de Oro al Mérito en el Trabajo.En 2020, Galiana fue incluida en el proyecto de la Subdirección General de Archivos Estatales titulado Mujeres Investigadoras en los Archivos Estatales (1900-1970). Esta iniciativa fue impulsada por el Ministerio de Cultura y su objetivo es reconocer y poner en valor las contribuciones de aquellas mujeres que desarrollaron investigaciones en los diferentes archivos estatales a principios del siglo XX. En 2022, le fue otorgado el Premio Carmen de Honor, por la Academia de Cine de Andalucía en la segunda edición de los Premios Carmen del Cine Andaluz.
En Montequinto, un barrio de Dos Hermanas (ciudad cercana a Sevilla), hay un instituto público con su nombre; además la biblioteca del IES Cantillana también tiene su nombre.

## Premios y nominaciones
Premio Ondas
| Año  | Categoría    | Película | Resultado |
| ---- | ------------ | -------- | --------- |
| 1999 | Mejor actriz | Solas    | Ganadora  |

Premios Goya
| Año  | Categoría                                | Película | Resultado |
| ---- | ---------------------------------------- | -------- | --------- |
| 1999 | Mejor interpretación femenina de reparto | Solas    | Ganadora  |

Medallas del Círculo de Escritores Cinematográficos
| Año  | Categoría    | Película | Resultado |
| ---- | ------------ | -------- | --------- |
| 1999 | Mejor actriz | Solas    | Ganadora  |

Premios Iris
| Año  | Categoría                                | Película           | Resultado |
| ---- | ---------------------------------------- | ------------------ | --------- |
| 2001 | Mejor interpretación femenina de reparto | Cuéntame como pasó | Ganadora  |